# Abdou Darboe
Abdou Darboe (Banjul, 22 dicembre 1990) è un ex calciatore gambiano, di ruolo attaccante.

## Carriera

### Club
Ha cominciato la carriera con la maglia delle Armed Forces, compagine gambiana militante nella massima divisione locale. È rimasto in squadra per due stagioni.

#### Hønefoss
Nel 2009 è stato portato in Norvegia da un agente sportivo che lo aveva visto alla Coppa delle Nazioni Africane Under-20 2009. Si è aggregato all'Hønefoss – compagine di 1. divisjon, secondo livello del campionato norvegese – per sostenere un provino ed ha segnato 3 reti in 2 partite amichevoli di preparazione alla nuova stagione, venendo così messo sotto contratto.
Ha debuttato in partite ufficiali in data 7 aprile 2009, quando è subentrato a Lars Lafton nel pareggio per 2-2 sul campo del Sogndal. Il 25 ottobre dello stesso anno ha segnato la prima rete, nella sconfitta per 2-1 contro il Mjøndalen. Ha totalizzato 10 presenze e una rete in campionato in quella stagione, culminata con la promozione dell'Hønefoss in Eliteserien.
Il 28 marzo 2010 ha così potuto esordire nella massima divisione locale, sostituendo Madiou Konate nella sconfitta per 6-0 in casa del Lillestrøm.

#### Mjøndalen
Nel mese di agosto 2010 è passato in prestito al Mjøndalen, in 1. divisjon. Ha giocato il primo incontro in squadra il 12 settembre, scendendo in campo in luogo di Adrian Paul nella sconfitta per 3-0 sul campo del Sogndal. Il 17 ottobre ha segnato nel 4-0 inflitto al Tromsdalen. Ha totalizzato 2 presenze in 9 partite di campionato, in questa porzione di stagione. È poi tornato all'Hønefoss per fine prestito.

#### Tønsberg e Bredaryd
Nel 2011 Darboe è passato al Tønsberg a titolo definitivo. Il giocatore cercava infatti una piazza che gli garantisse maggiore spazio. Alcuni problemi col permesso di lavoro lo hanno però costretto a lasciare la Norvegia. Sua moglie gli ha quindi consigliato di spostarsi a Bredaryd, in Svezia, dove ha iniziato a giocare nella squadra locale a partire dal mese di settembre 2013. Nel campionato 2014 ha segnato 33 reti. Il 18 giugno 2015, il Bredaryd ha confermato la partenza di Darboe che si sarebbe trasferito nel calcio professionistico bengalese.

#### Abahani Limited
Darboe ha così firmato per l'Abahani Limited, formazione bengalese militante nella massima divisione locale.

### Nazionale
Con il Gambia under 20 ha partecipato alla Coppa delle Nazioni Africane di categoria 2009.
Conta 3 presenze in nazionale maggiore. Ha esordito il 3 gennaio 2010, quando ha sostituito Abdou Njie nel pareggio in amichevole per 1-1 contro l'Angola.

## Statistiche

### Presenze e reti nei club
| Stagione               | Club                   | Campionato             | Campionato | Campionato | Coppe nazionali | Coppe nazionali | Coppe nazionali | Coppe continentali | Coppe continentali | Coppe continentali | Supercoppe | Supercoppe | Supercoppe | Totale | Totale |
| Stagione               | Club                   | Comp                   | Pres       | Reti       | Comp            | Pres            | Reti            | Comp               | Pres               | Reti               | Comp       | Pres       | Reti       | Pres   | Reti   |
| ---------------------- | ---------------------- | ---------------------- | ---------- | ---------- | --------------- | --------------- | --------------- | ------------------ | ------------------ | ------------------ | ---------- | ---------- | ---------- | ------ | ------ |
| 2007                   | Armed Forces           | 1D                     | ?          | ?          | -               | -               | -               | -                  | -                  | -                  | -          | -          | -          | ?      | ?      |
| 2008                   | Armed Forces           | 1D                     | ?          | ?          | -               | -               | -               | -                  | -                  | -                  | -          | -          | -          | ?      | ?      |
| Totale Armed Forces    | Totale Armed Forces    | Totale Armed Forces    | ?          | ?          |                 | -               | -               |                    | -                  | -                  |            | -          | -          | ?      | ?      |
| 2009                   | Hønefoss               | 1D                     | 10         | 1          | CN              | 0               | 0               | -                  | -                  | -                  | -          | -          | -          | 10     | 1      |
| gen.-ago. 2010         | Hønefoss               | ES                     | 5          | 0          | CN              | 2               | 3               | -                  | -                  | -                  | -          | -          | -          | 7      | 3      |
| Totale Hønefoss        | Totale Hønefoss        | Totale Hønefoss        | 15         | 1          |                 | 2               | 3               |                    | -                  | -                  |            | -          | -          | 17     | 4      |
| ago.-dic. 2010         | Mjøndalen              | 1D                     | 9          | 2          | CN              | -               | -               | -                  | -                  | -                  | -          | -          | -          | 9      | 2      |
| 2011                   | Tønsberg               | 2D                     | ?          | ?          | CN              | ?               | ?               | -                  | -                  | -                  | -          | -          | -          | ?      | ?      |
| set.-dic. 2013         | Bredaryd               | D4                     | ?          | ?          | -               | -               | -               | -                  | -                  | -                  | -          | -          | -          | ?      | ?      |
| 2014                   | Bredaryd               | D4                     | ?          | 33         | -               | -               | -               | -                  | -                  | -                  | -          | -          | -          | ?      | 33     |
| gen.-giu. 2015         | Bredaryd               | D4                     | ?          | ?          | -               | -               | -               | -                  | -                  | -                  | -          | -          | -          | ?      | ?      |
| Totale Bredaryd        | Totale Bredaryd        | Totale Bredaryd        | ?          | 33+        |                 | -               | -               |                    | -                  | -                  |            | -          | -          | ?      | 33+    |
| giu.-dic. 2015         | Abahani Limited        | BL                     | ?          | ?          | -               | -               | -               | -                  | -                  | -                  | -          | -          | -          | ?      | ?      |
| 2016                   | Abahani Limited        | BL                     | ?          | ?          | -               | -               | -               | -                  | -                  | -                  | -          | -          | -          | ?      | ?      |
| Totale Abahani Limited | Totale Abahani Limited | Totale Abahani Limited | ?          | ?          |                 | -               | -               |                    | -                  | -                  |            | -          | -          | ?      | ?      |
| Totale                 | Totale                 | Totale                 | 26         | 6          |                 | 4               | 1               |                    | 7                  | 0                  |            | -          | -          | 37     | 7      |

### Cronologia presenze e reti in nazionale
| Cronologia completa delle presenze e delle reti in nazionale ― Gambia | Cronologia completa delle presenze e delle reti in nazionale ― Gambia | Cronologia completa delle presenze e delle reti in nazionale ― Gambia | Cronologia completa delle presenze e delle reti in nazionale ― Gambia | Cronologia completa delle presenze e delle reti in nazionale ― Gambia | Cronologia completa delle presenze e delle reti in nazionale ― Gambia | Cronologia completa delle presenze e delle reti in nazionale ― Gambia | Cronologia completa delle presenze e delle reti in nazionale ― Gambia |
| Data                                                                  | Città                                                                 | In casa                                                               | Risultato                                                             | Ospiti                                                                | Competizione                                                          | Reti                                                                  | Note                                                                  |
| --------------------------------------------------------------------- | --------------------------------------------------------------------- | --------------------------------------------------------------------- | --------------------------------------------------------------------- | --------------------------------------------------------------------- | --------------------------------------------------------------------- | --------------------------------------------------------------------- | --------------------------------------------------------------------- |
| 3-1-2010                                                              | Vila Real de Santo António                                            | Angola                                                                | 1 – 1                                                                 | Gambia                                                                | Amichevole                                                            | -                                                                     |                                                                       |
| 9-1-2010                                                              | Tunisi                                                                | Tunisia                                                               | 1 – 2                                                                 | Gambia                                                                | Amichevole                                                            | -                                                                     |                                                                       |
| 30-5-2010                                                             | Bayreuth                                                              | Messico                                                               | 5 – 1                                                                 | Gambia                                                                | Amichevole                                                            | -                                                                     |                                                                       |
| Totale                                                                |                                                                       | Presenze                                                              | 3                                                                     |                                                                       | Reti                                                                  | 0                                                                     |                                                                       |